# Santa Cristina Gherdëina
Santa Cristina Gherdëina (ladinskt uttal: [ˈsanta kʀ̩̊ʃˈtina ɡʀ̩ˈdɜi̯na]
 ( lyssna), italienska: Santa Cristina Valgardena [ˈsanta kriˈstiːna ˌvalɡarˈdeːna], tyska: St. Christina in Gröden [saŋkt krɪsˈtiˑna ɪn ˈɡrøːdn̩]) är en ort och kommun i provinsen Sydtyrolen i regionen Trentino-Sydtyrolen i norra Italien. Kommunen har 2 022 invånare (2024), på en yta av 31,92 km². Enligt 2024 års folkräkning talar 87,79 % av befolkningen ladinska, 6,85 % italienska och 5,36 % tyska som modersmål.

## Orter
Orter (località) i kommunen Santa Cristina Gherdëina med fler än 20 invånare (inom parentes invånarantal 2021):

- Santa Cristina Gherdëina/Santa Cristina Valgardena/St. Christina in Gröden (1 590)
- Coi (40)
- Pescosta (22)
- Pilon (38)